# 川崎市立長沢小学校
川崎市立長沢小学校（かわさきしりつながさわしょうがっこう）は、神奈川県川崎市麻生区東百合丘2丁目にある公立小学校。

## 沿革
- 1976年（昭和51年）
  - 4月1日 - 南百合丘小学校、生田小学校より分離し、本校開校。
  - 5月20日 - 校章・校旗・校歌制定。
- 1977年（昭和52年）
  - 3月8日 - 開校記念式典挙行。
  - 3月17日 - 体育館竣工。
- 1978年（昭和53年）
  - 7月24日 - プール竣工
- 1979年（昭和54年）3月20日 - 第1回卒業証書授与式挙行。
- 1980年（昭和55年）3月31日 - 校舎増築落成（普通教室8・視聴覚室・図書室・家庭科室）。
- 1981年（昭和56年）
  - 3月31日 - 校庭が拡張し、整備が完了。
  - 4月10日 - チャイム親時計新調。
- 1985年（昭和60年）4月1日 - 障害児学級開設。
- 1986年（昭和61年）2月25日 - 創立10周年記念式典挙行。玄関前庭園完成。
- 1987年（昭和62年）3月19日 - 百葉箱と日時計を設置。
- 1989年（平成元年）3月31日 - 体育倉庫竣工。
- 1991年（平成3年）
  - 9月10日 - 校長室、保健室、事務センター改修完成。
  - 11月25日 - 生活科「うさぎ小屋」新設。
- 1992年（平成4年）
  - 6月5日 - プール改修完成。
  - 8月25日 - 北昇降口スロープ化。
- 1993年（平成5年）
  - 9月14日 - 身障者用トイレ完成。
  - 11月18日 - 校庭改修工事完了。
- 1994年（平成6年）
  - 7月11日 - ジャングルジム新設。
  - 10月12日 - パソコン教室開設し、教育センターとオンライン化。
- 1995年（平成7年）
  - 4月1日 - 障害児学級再開。
  - 10月1日 - 屋上に地域防災無線を設置。
- 1996年（平成8年）2月3日 - 創立20周年記念式典挙行。
- 1997年（平成9年）4月1日 - 障害児学級1学級増。
- 1998年（平成10年）
  - 2月1日 - 障害児学級が3学級となる。同日、広瀬文庫ができる。
  - 4月1日 - 障害児学級が4学級となる。
  - 9月2日 - 理科室改修工事完了。
- 1999年（平成11年）8月1日 - トイレの改装が行われる。同日、職員室に冷房設置。
- 2002年（平成14年）
  - 3月26日 - 体育館の床整備。
  - 6月30日 - 受水槽移動改修工事完成。
- 2003年（平成15年）
  - 4月1日 - わくわくプラザ開設。
  - 6月2日 - 校舎東側及び北側の通路舗装工事完了。
  - 10月9日 - 郷土資料室改修工事完了。
- 2005年（平成17年）11月12日 - 創立30周年記念式典挙行し、祝賀会開催。
- 2006年（平成18年）
  - 5月24日 - 音楽室のエアコン設置工事完了。
  - 12月8日 - コンピュータ室にパソコン設置工事。
  - 12月15日 - パソコン40台設置工事完了。
- 2007年（平成19年）
  - 3月29日 - 正門のオートロック設置完了。
  - 6月16日 - 着替え用教室中央カーテン設置。
  - 7月14日 - 耐震補強工事開始。
  - 7月19日 - 清掃用ロッカー設置（7か所）。
  - 9月27日 - 裏門・スロープ門の門扉補強工事実施。同日、校庭北側にフェンス設置。

## 学校教育目標
はてな
- 自分から考えて進んで学習する子

すばらしいな
- 美しいものや生きものを大切にする子

まけないぞ
- 責任をもってやりぬく子

いっしょにね
- 助け合い協力する子

がんばるぞ
- いつも元気で明るい子

## 通学区域
出典
- 麻生区
  - 長沢3丁目（18番～20番）
  - 長沢4丁目（全域）
  - 南生田2丁目（21番～27番・29番～31番）
  - 南生田4丁目（19番～25番）
  - 王禅寺東1丁目（1番1号～1番4号・35番～38番）
  - 東百合丘1丁目（全域）
  - 東百合丘2丁目（全域）
  - 東百合丘3丁目（全域）
  - 東百合丘4丁目（1番～33番・36番～49番）

## 進学先中学校
出典
- 川崎市立長沢中学校

## 学校周辺
- 川崎市道野川柿生線 - 市営バス「生01」が通る路線。
- 東百合丘2丁目こども公園
- 川崎市立長沢中学校
- 田園調布学園大学
- また、多摩区や宮前区との区境線が近く、特に多摩区南生田4丁目25番地は、本校校地から最短で約40mほどの位置にある。

## アクセス
- 川崎市営バス「生01」系統で、「餅井坂」バス停下車後、
  - 土崎神社前・宮前区役所前・鷲ヶ峰営業所方面行乗り場から、徒歩約215 m・約4分。
  - 生田駅方面行乗り場から、徒歩約230 m・約4分。